# Куліш Юхим Костянтинович
Юхи́м Костянти́нович Кулі́ш  (1794 — ? 1885(1886?)) — український кобзар.

## Біографія
Народився у с. Костянтинівці Краснокутського повіту Харківської губернії. За свідченням студента-медика Є. Криста, разом з Іллєю Токарем перейняв «школу» одного знаного слобідського панотця (очевидно, Хведора Вовка).
У Юхима Куліша навчалися Іван Нетеса та Остап Бутенко. За «батьківське поводження», учні глибоко поважали свого панотця. Помер пан Куліш близько 1885-86 рр.
У репертуарі мав наступні думи:
- Про Олексія Поповича,
- Козак Голота,
- Про Удову,
- Дума про сестру та брата.